# Rodrigo Hernández Álvez
Rodrigo Hernández Álvez (Montevideo, 31 gennaio 2005) è un calciatore uruguaiano, attaccante del Fénix.

## Carriera
Hernández è cresciuto nel settore giovanile del Fénix, con cui ha debuttato il 25 febbraio 2024 nell'incontro di Primera División pareggiato 0-0 contro il Cerro Largo. Ha segnato il suo primo gol il 18 novembre seguente nella trasferta pareggiata 2-2 contro il Progreso.

## Statistiche

### Presenze e reti nei club
Statistiche aggiornate al 1º dicembre 2024.
| Stagione        | Squadra         | Campionato      | Campionato | Campionato | Coppe nazionali | Coppe nazionali | Coppe nazionali | Coppe continentali | Coppe continentali | Coppe continentali | Altre coppe | Altre coppe | Altre coppe | Totale | Totale | Totale |
| Stagione        | Squadra         | Comp            | Pres       | Reti       | Comp            | Pres            | Reti            | Comp               | Pres               | Reti               | Comp        | Pres        | Reti        | Pres   | Reti   |        |
| --------------- | --------------- | --------------- | ---------- | ---------- | --------------- | --------------- | --------------- | ------------------ | ------------------ | ------------------ | ----------- | ----------- | ----------- | ------ | ------ | ------ |
| 2024            | Fénix           | PD              | 5          | 1          | CU              | 0               | 0               | -                  | -                  | -                  | -           | -           | -           | 5      | 1      |        |
| Totale carriera | Totale carriera | Totale carriera | 5          | 1          |                 | 0               | 0               |                    | -                  | -                  |             | -           | -           | 5      | 1      |        |